# SNAC
Social Networks and Archival Context (SNAC) este un proiect online pentru descoperirea, localizarea și utilizarea înregistrărilor istorice documentate în ceea ce privește persoanele, familiile și organizațiile individuale.

## Istoric
SNAC a fost înființată în 2010, cu finanțare din partea National Endowment for the Humanities (NEH) de către National Archives and Records Administration (NARA), California Digital Library (CDL), Institute for Advanced Technology in the Humanities (IATH) Universitatea din Virginia și Universitatea din California, Școala de Informații Berkeley. Fundația Andrew W. Mellon a finanțat a doua etapă a proiectului în perioada 2012-2014. The Andrew W. Mellon Foundation funded the second phase of the project from 2012 to 2014.

## Legături externe
- Site web oficial